# Şehzade Mahmud Şevket
Şehzade Mahmud Şevket Efendi (turco ottomano: شهزادہ محمود شوکت; Istanbul, 30 luglio 1903 – Bagnols-sur-Cèze, 31 gennaio 1973) è stato un principe ottomano, noto anche come Mahmud Şevket Osmanoğlu, figlio di Şehzade Mehmed Seyfeddin e nipote del sultano Abdülaziz.

## Origini
Şehzade Mahmud Şevket nacque il 30 luglio 1903 a Istanbul, a Villa Suadiye. Suo padre era Şehzade Mehmed Seyfeddin, figlio del sultano ottomano Abdülaziz, e sua madre la sua consorte Nervaliter Hanım.
Aveva un fratellastro maggiore, Şehzade Mehmed Abdülaziz, e un fratello e una sorella gemelli minori, Şehzade Ahmed Tevhid e Fatma Gevheri Sultan.

## Istruzione e carriera
Mahmud Şevket venne istruito al Padiglione Ihlamur fino a ottobre 1918, quando venne firmato l'Armistizio di Mudros, e alla Scuola Navale Imperiale dal 5 giugno 1918 fino al diploma nel luglio 1922.
Il 9 luglio 1918 venne nominato ufficiale di marina e il 30 luglio 1922 aiutante di campo di Mehmed VI.

## Esilio
La dinastia ottomana venne esiliata nel 1924. Mahmud Şevket e sua moglie si trasferirono a Il Cairo, mentre la loro unica figlia, Hamide Nermin Nezahet Sultan, di un anno, gravemente malata di tubercolosi ossea, venne affidata alla nonna materna, che viveva in Francia, la quale sosteneva che i genitori erano troppo giovani e incapaci di accudirla. Nermin, dopo essere stata internata in un campo di concentramento nazista durante la seconda guerra mondiale, venne rimandata a Il Cairo da Lord Patrick Kinross. Visse con il padre (la madre, divorziata, se ne era andata da tempo) nel distretto Zamalek, grazie alla rendita assegnata loro da Farouk d'Egitto.
A Il Cairo, Şevket divenne il fulcro di un gruppo di turchi egiziani, in particolare studenti dell'Al-Azhar. La sua casa era frequentata anche da Mustafa Sabri Efendi, shaykh al-Islām in esilio, dal presidente siriano Shukri al-Quwatli, intellettuali e uomini d'affari. Per un certo periodo, a Şevket venne anche offerto il trono di Palestina.
Nel 1952 Nasser prese il potere ed esiliò numerosi membri della dinastia ottomana rifugiati in Egitto, fra cui Mahmud Şevket. L'ambasciatore francese lo aiutò a stabilirsi a Nizza, dove venne poi raggiunto da Nermin, dove Şevket, già oltre i sessant'anni, iniziò a lavorare come bibliotecario per pagare le cure della figlia. Quando il prezzo aumentò, vendette un quadro regalatogli da Henri Matisse per 4.000 lire turche.

## Morte
Mahmud Şevket morì il 31 gennaio 1973 a Bagnols-sur-Cèze, e venne sepolto nel cimitero cittadino. Nella sua tomba venne posto un pugno di terra proveniente da Istanbul, che Şevket aveva portato con sé dopo l'esilio.
Sua figlia ricevette una pensione da governo, ma, senza più una famiglia, morì sola e abbandonata in un reparto d'ospedale, nel 1998.

## Famiglia
Mahmud Şevket aveva una sola moglie:
- Adile Hanimsultan. Era figlia di Naime Sultan e nipote del cugino di Mahmud Şevket, Abdülhamid II, e quindi sua lontana parente. Si sposarono il 4 maggio 1922 nel palazzo Üsküdar e divorziarono il 28 marzo 1928 a Il Cairo. Adile si risposò ed ebbe altri tre figli, un maschio e due femmine. Insieme a Şevket ebbe una sola figlia:
  - Hamide Nermin Nezahet Sultan (27 gennaio 1923 - 7 novembre 1998). Gravemente malata di tubercolosi ossea, non si sposò né ebbe figli.